# (416400) 2003 UZ117
(416400) 2003 UZ117 — транснептуновый объект, кьюбивано, входит в семейство Хаумеа.
Объект, получивший первоначально обозначение 2003 UZ117, был обнаружен 24 октября 2003 группой астрономов проекта Spacewatch (в составе: А. Э. Глисон, Дж. А. Ларсен, Р. C. Макмиллан), проводивших наблюдения в астрономической обсерватории «Китт-Пик», находящейся в пустыне Сонора (штат Аризона, США). Открытие было представлено 2 ноября 2003 года.
Согласно данным независимых исследований по наблюдению общих структур ИК поглощения в области водяного льда и группировки их орбитальных элементов, удалось обнаружить объекты пояса Койпера которые являются, по всей видимости, объектами, произошедшими от столкновения карликовой планеты Хаумеа, вследствие которого планета потеряла значительную часть ледяной мантии и увеличила своё вращение. Это восемь объектов пояса Койпера — (24835) 1995 SM55, (19308) 1996 ТО66, (86047) 1999 OY3, (55636) 2002 ТХ300, (120178) 2003 OP32, 2003 UZ117, 2005 CB79, (145453) 2005 RR43 — имеющих одинаковые орбиты с большой полуосью 43 а.е., эксцентриситетом 0,14, наклоном 28° и средним движением 0,0034 град/сут. Все они предположительно состоят из водяного льда.

## Статьи
- Уральская В. С. Карликовая планета Хаумеа и её спутники // Земля и Вселенная / под ред. В. К. Абалакин — М.: 2012. — вып. 1, январь-февраль. — С. 21—28. — ISSN 0044-3948
- Гулиев А., Набиев Ш. А., Гулиев Р. А., Дадашов А. С. К вопросу о связи комет с копейровыми телами // Астрономический журнал Азербайджана — НАНА, 2012. — Т. 7, вып. 1.
- Pinilla-Alonso N., Licandro J., Gil-Hutton R., Brunetto R. The water ice rich surface of (145453) 2005 RR₄₃: a case for a carbon-depleted population of TNOs? (англ.) // Astronomy and Astrophysics / T. Forveille — EDP Sciences, 2007. — Vol. 468, Iss. 1. — P. 25–28. — ISSN 0004-6361; 0365-0138; 1432-0746; 1286-4846 — doi:10.1051/0004-6361:20077294 — arXiv:astro-ph/0703098
- Марк Буйе. Orbit Fit and Astrometric record for 120178. SwRI (Space Science Department) (3 сентября 2005). Дата обращения: 4 октября 2009. Архивировано из оригинала 14 июля 2012 года.
- Schaller E. L., Brown M. E. Detection of Additional Members of the 2003 EL61 Collisional Family via Near-Infrared Spectroscopy (англ.) // The astrophysical journal. Letters — United Kingdom: IOP Publishing, 2008. — Vol. 684, Iss. 2. — P. 107–109. — ISSN 2041-8205; 2041-8213 — doi:10.1086/592232 — arXiv:0808.0185
- Carry B., Snodgrass C., Lacerda P., Hainaut O., Dumas C. Characterisation of candidate members of (136108) Haumea's family: II. Follow-up observations (англ.) // Astronomy and Astrophysics / T. Forveille — EDP Sciences, 2012. — Vol. 544. — P. 137–137. — ISSN 0004-6361; 0365-0138; 1432-0746; 1286-4846 — doi:10.1051/0004-6361/201219044 — arXiv:1207.6491
- Perna D., Dotto E., Barucci M. A., Rossi A., Fornasier S., de Bergh C. Rotations and densities of trans-Neptunian objects (англ.): Research Note // Astronomy and Astrophysics / T. Forveille — EDP Sciences, 2009. — Vol. 508, Iss. 1. — P. 451–455. — ISSN 0004-6361; 0365-0138; 1432-0746; 1286-4846 — doi:10.1051/0004-6361/200911970
- DeMeo F. E., Fornasier S., Barucci M. A., Perna D., Protopapa S., Alvarez-Candal A., Delsanti A., Doressoundiram A., Merlin F., de Bergh C. Visible and near-infrared colors of Transneptunian objects and Centaurs from the second ESO large program (англ.) // Astronomy and Astrophysics / T. Forveille — EDP Sciences, 2009. — Vol. 493, Iss. 1. — P. 283–290. — ISSN 0004-6361; 0365-0138; 1432-0746; 1286-4846 — doi:10.1051/0004-6361:200810561
- Ragozzine D., Brown M. E. Candidate Members and Age Estimate of the Family of Kuiper Belt Object 2003 EL61 (англ.) // The Astronomical Journal / J. G. III, E. Vishniac — New York City: IOP Publishing, AAS, University of Chicago Press, AIP, 2007. — Vol. 134, Iss. 6. — P. 2160–2167. — ISSN 0004-6256; 1538-3881 — doi:10.1086/522334 — arXiv:0709.0328
- Jewitt D., Peixinho N., Hsieh H. H. U-band photometry of Kuiper belt objects (англ.) // The Astronomical Journal / J. G. III, E. Vishniac — New York City: IOP Publishing, AAS, University of Chicago Press, AIP, 2007. — Vol. 134, Iss. 5. — P. 2046–2053. — ISSN 0004-6256; 1538-3881 — doi:10.1086/522787
- O. R. Hainaut. Colours of Minor Bodies in the Outer Solar System (англ.) // Astronomy & Astrophysics. — 2012. — Iss. 11 сентября.
- ason C. Cook, Steven J. Desch, and Mark Rubin. The black sheep of Haumea's collisional family (англ.) // 42nd Lunar and Planetary Science Conference : конференция. — 2011. — P. 1—2.
- C. Snodgrass, B. Carry, C. Dumas and O. Hainau. Characterising the family of TNO 136108 Haumea (англ.) // European Planetary Science Congress 2010 : конференция. — 2010. — Vol. 5. — P. 423.
- Elliot J. L., Person M. J., Zuluaga C. A., Bosh A. S., Adams E. R., Brothers T. C., Gulbis A. A. S., Levine S. E., Lockhart M., Zangari A. M. et al. Size and albedo of Kuiper belt object 55636 from a stellar occultation (англ.) // Nature / M. Skipper — NPG, Springer Science+Business Media, 2010. — Vol. 465, Iss. 7300. — P. 897–900. — ISSN 1476-4687; 0028-0836 — doi:10.1038/NATURE09109 — PMID:20559381